# Lista över matchresultat i Elitserien i ishockey 1995/1996
Lista över matchresultat i grundserien av Elitserien i ishockey 1995/1996. Ligan inleddes den 18 september 1995 och avslutades 5 mars 1996.
Grundserien
| Nr | Lag                | S  | V  | O | F  | GM | IM | MS  | P  |
| -- | ------------------ | -- | -- | - | -- | -- | -- | --- | -- |
| 1  | Luleå HF           | 22 | 15 | 1 | 6  | 88 | 59 | +29 | 31 |
| 2  | Djurgårdens IF     | 22 | 11 | 4 | 7  | 75 | 59 | +16 | 26 |
| 3  | Västra Frölunda HC | 22 | 11 | 4 | 7  | 71 | 56 | +15 | 26 |
| 4  | HV71 (RM)          | 22 | 11 | 3 | 8  | 91 | 72 | +19 | 25 |
| 5  | Malmö IF           | 22 | 10 | 5 | 7  | 82 | 77 | +5  | 25 |
| 6  | Leksands IF        | 22 | 9  | 5 | 8  | 63 | 61 | +2  | 23 |
| 7  | Västerås IK        | 22 | 9  | 4 | 9  | 80 | 86 | −6  | 22 |
| 8  | Modo               | 22 | 8  | 4 | 10 | 64 | 80 | −16 | 20 |
| 9  | Färjestad BK       | 22 | 8  | 3 | 11 | 76 | 68 | +8  | 19 |
| 10 | AIK                | 22 | 7  | 4 | 11 | 55 | 76 | −21 | 18 |
| 11 | Rögle BK           | 22 | 6  | 5 | 11 | 55 | 80 | −25 | 17 |
| 12 | Brynäs IF          | 22 | 3  | 6 | 13 | 60 | 86 | −26 | 12 |

Fortsättningsserien
| Nr | Lag                | S  | V  | O  | F  | GM  | IM  | MS  | P  |
| -- | ------------------ | -- | -- | -- | -- | --- | --- | --- | -- |
| 1  | Luleå HF           | 40 | 22 | 6  | 12 | 153 | 109 | +44 | 50 |
| 2  | Västra Frölunda HC | 40 | 20 | 10 | 10 | 130 | 95  | +35 | 50 |
| 3  | Färjestad BK       | 40 | 20 | 6  | 14 | 150 | 117 | +33 | 46 |
| 4  | HV71 (RM)          | 40 | 18 | 8  | 14 | 156 | 131 | +25 | 44 |
| 5  | Djurgårdens IF     | 40 | 17 | 9  | 14 | 122 | 119 | +3  | 43 |
| 6  | Modo               | 40 | 15 | 12 | 13 | 126 | 133 | −7  | 42 |
| 7  | Leksands IF        | 40 | 15 | 10 | 15 | 123 | 117 | +6  | 40 |
| 8  | Malmö IF           | 40 | 15 | 7  | 18 | 129 | 147 | −18 | 37 |
| 9  | AIK                | 40 | 11 | 11 | 18 | 96  | 126 | −30 | 33 |
| 10 | Västerås IK        | 40 | 12 | 6  | 22 | 123 | 163 | −40 | 30 |

## Matcher

### Grundserien
| Datum Match Resultat Publik Spelplan Omgång 1 - 18 september 1995 HV 71-Djurgårdens IF 2-5 (1-1, 1-1, 0-3) 3864 Rosenlundshallen - 21 september 1995 Modo Hockey-Luleå HF 3-3 (0-1, 1-1, 2-1) 4483 Kempehallen - 21 september 1995 Västra Frölunda HC-Rögle BK 4-2 (1-1, 1-1, 2-0) 9327 Scandinavium - 21 september 1995 Leksands IF-Färjestads BK 0-5 (0-0, 0-0, 0-0) 4507 Leksands Isstadion - 21 september 1995 AIK-Brynäs IF 3-2 (0-2, 3-0, 0-0) 8695 Globen - 21 september 1995 Västerås IK-Malmö IF 3-3 (1-1, 2-1, 0-1) 4015 Rocklundahallen Omgång 2 - 24 september 1995 Malmö IF-AIK 8-4 (4-0, 2-1, 2-3) 4278 Malmö Isstadion - 24 september 1995 Färjestads BK-HV 71 0-3 (0-1, 0-1, 0-1) 4220 Färjestads Ishall - 24 september 1995 Djurgårdens IF-Västra Frölunda HC 4-1 (1-0, 1-0, 2-1) 7519 Globen - 24 september 1995 Rögle BK-Modo Hockey 2-4 (1-0, 1-2, 0-2) 2627 Ängelholms Ishall - 24 september 1995 Luleå HF-Västerås IK 6-0 (3-0, 2-0, 1-0) 4385 Delfinen - 25 september 1995 Brynäs IF-Leksands IF 3-0 (0-0, 1-0, 2-0) 4684 Gavlerinken Omgång 3 - 27 september 1995 Modo Hockey-Djurgårdens IF 4-1 (0-0, 1-1, 3-0) 4277 Kempehallen - 27 september 1995 Västra Frölunda HC-Färjestads BK 2-2 (1-1, 1-1, 0-0) 9863 Scandinavium - 27 september 1995 HV 71-Brynäs IF 5-3 (2-1, 1-1, 2-1) 4110 Rosenlundshallen - 27 september 1995 Leksands IF-Malmö IF 2-3 (1-0, 0-2, 1-1) 3644 Leksands Isstadion - 27 september 1995 Rögle BK-Luleå HF 4-1 (1-0, 2-1, 1-0) 1947 Ängelholms Ishall - 28 september 1995 AIK-Västerås IK 1-5 (0-2, 1-1, 0-2) 6478 Globen Omgång 4 - 10 december 1995 Västerås IK-Leksands IF 3-5 (0-2, 1-3, 2-0) 5645 Rocklundahallen - 10 december 1995 Malmö IF-HV 71 1-4 (0-2, 1-1, 0-1) 5098 Malmö Isstadion - 10 december 1995 Brynäs IF-Västra Frölunda HC 1-4 (0-3, 1-0, 0-1) 4662 Gavlerinken - 10 december 1995 Färjestads BK-Modo Hockey 6-1 (2-0, 3-0, 1-1) 3815 Färjestads Ishall - 10 december 1995 Djurgårdens IF-Rögle BK 4-3 (0-0, 2-3, 2-0) 4654 Globen - 10 december 1995 Luleå HF-AIK 4-2 (1-2, 0-0, 3-0) 4918 Delfinen Omgång 5 - 12 december 1995 Modo Hockey-Brynäs IF 7-0 (1-0, 3-0, 3-0) 3361 Kempehallen - 12 december 1995 Västra Frölunda HC-Malmö IF 6-0 (1-0, 4-0, 1-0) 9277 Scandinavium - 12 december 1995 HV 71-Västerås IK 3-3 (0-2, 0-0, 3-1) 3544 Rosenlundshallen - 12 december 1995 Leksands IF-AIK 2-3 (0-0, 2-1, 0-2) 3669 Leksands Isstadion - 12 december 1995 Djurgårdens IF-Luleå HF 2-3 (1-0, 1-1, 0-2) 7063 Hovet, Johanneshov - 12 december 1995 Rögle BK-Färjestads BK 1-1 (0-1, 0-0, 1-0) 3180 Ängelholms Ishall Omgång 6 - 4 januari 1996 AIK-HV 71 1-5 (0-2, 1-1, 0-2) 5348 Hovet, Johanneshov - 4 januari 1996 Västerås IK-Västra Frölunda HC 4-5 (0-2, 2-2, 2-1) 4186 Rocklundahallen - 4 januari 1996 Malmö IF-Modo Hockey 4-3 (1-1, 2-1, 1-1) 4045 Malmö Isstadion - 4 januari 1996 Brynäs IF-Rögle BK 2-4 (0-1, 1-2, 1-1) 5081 Gavlerinken - 4 januari 1996 Färjestads BK-Djurgårdens IF 2-4 (1-0, 0-1, 1-3) 4435 Färjestads Ishall - 4 januari 1996 Luleå HF-Leksands IF 7-5 (1-1, 1-1, 5-3) 4951 Delfinen Omgång 7 - 7 januari 1996 Modo Hockey-Västerås IK 6-2 (2-1, 1-1, 3-0) 3314 Kempehallen - 7 januari 1996 Västra Frölunda HC-AIK 0-2 (0-0, 0-0, 0-1) 9278 Scandinavium - 7 januari 1996 HV 71-Leksands IF 2-2 (1-0, 1-0, 0-2) 4269 Rosenlundshallen - 7 januari 1996 Färjestads BK-Luleå HF 5-2 (0-1, 2-0, 3-1) 3885 Färjestads Ishall - 7 januari 1996 Brynäs IF-Djurgårdens IF 1-1 (0-0, 1-1, 0-0) 4164 Gavlerinken - 7 januari 1996 Rögle BK-Malmö IF 3-7 (1-2, 0-4, 2-1) 4600 Ängelholms Ishall Omgång 8 - 9 januari 1996 Leksands IF-Västra Frölunda HC 1-2 (0-0, 0-1, 1-1) 3309 Leksands Isstadion - 9 januari 1996 AIK-Modo Hockey 4-0 (0-0, 3-0, 1-0) 7118 Globen - 9 januari 1996 Västerås IK-Rögle BK 3-3 (0-1, 2-1, 1-1) 2718 Rocklundahallen - 9 januari 1996 Malmö IF-Djurgårdens IF 3-3 (0-1, 3-1, 0-1) 5313 Malmö Isstadion - 9 januari 1996 Brynäs IF-Färjestads BK 4-4 (2-1, 1-2, 1-1) 3255 Gavlerinken - 9 januari 1996 Luleå HF-HV 71 5-2 (2-1, 2-1, 1-0) 4769 Delfinen Omgång 9 - 11 januari 1996 Modo Hockey-Västra Frölunda HC 2-2 (1-0, 0-2, 1-0) 2478 Kempehallen - 11 januari 1996 Malmö IF-Luleå HF 3-5 (1-1, 1-3, 1-1) 4564 Malmö Isstadion - 11 januari 1996 Västerås IK-Brynäs IF 6-4 (1-2, 2-2, 3-0) 2184 Rocklundahallen - 11 januari 1996 Färjestads BK-AIK 2-3 (0-0, 1-1, 1-2) 4113 Färjestads Ishall - 11 januari 1996 Djurgårdens IF-Leksands IF 2-2 (1-1, 0-1, 1-0) 12922 Globen - 11 januari 1996 HV 71-Rögle BK 8-1 (2-0, 3-0, 3-1) 3339 Rosenlundshallen Omgång 10 - 25 november 1995 Modo Hockey-Leksands IF 2-3 (2-2, 0-0, 0-1) 3773 Kempehallen - 25 november 1995 Brynäs IF-Luleå HF 2-5 (1-2, 0-3, 1-0) 5768 Gavlerinken - 25 november 1995 Färjestads BK-Malmö IF 1-4 (0-2, 1-1, 0-1) 4224 Färjestads Ishall - 25 november 1995 Djurgårdens IF-Västerås IK 4-1 (0-0, 2-0, 2-1) 4175 Hovet, Johanneshov - 25 november 1995 Rögle BK-AIK 1-1 (1-0, 0-1, 0-0) 2439 Ängelholms Ishall - 27 november 1995 Västra Frölunda HC-HV 71 8-2 (3-2, 2-0, 3-0) 9182 Scandinavium Omgång 11 - 24 oktober 1995 HV 71-Modo Hockey 9-1 (3-0, 3-1, 3-0) 3454 Rosenlundshallen - 24 oktober 1995 Leksands IF-Rögle BK 2-0 (0-0, 1-0, 1-0) 2765 Leksands Isstadion - 24 oktober 1995 AIK-Djurgårdens IF 2-4 (1-2, 0-0, 1-2) 12451 Globen - 24 oktober 1995 Västerås IK-Färjestads BK 6-5 (1-2, 2-3, 3-0) 3872 Rocklundahallen - 24 oktober 1995 Malmö IF-Brynäs IF 5-5 (3-2, 2-3, 0-0) 4004 Malmö Isstadion - 24 oktober 1995 Luleå HF-Västra Frölunda HC 1-4 (0-1, 0-2, 1-1) 4283 Delfinen | Omgång 12 - 26 oktober 1995 Malmö IF-Västerås IK 4-3 (1-0, 2-2, 1-1) 3741 Malmö Isstadion - 26 oktober 1995 Brynäs IF-AIK 7-3 (6-1, 1-1, 0-1) 4046 Gavlerinken - 26 oktober 1995 Färjestads BK-Leksands IF 5-2 (2-1, 1-0, 2-1) 4011 Färjestads Ishall - 26 oktober 1995 Djurgårdens IF-HV 71 8-3 (0-2, 4-0, 4-1) 6411 Globen - 26 oktober 1995 Rögle BK-Västra Frölunda HC 4-5 (1-2, 2-0, 1-3) 2349 Ängelholms Ishall - 26 oktober 1995 Luleå HF-Modo Hockey 7-0 (0-0, 4-0, 3-0) 4053 Delfinen Omgång 13 - 29 oktober 1995 Västra Frölunda HC-Djurgårdens IF 0-3 (0-1, 0-1, 0-1) 10693 Scandinavium - 29 oktober 1995 HV 71-Färjestads BK 5-2 (3-1, 1-0, 1-1) 4364 Rosenlundshallen - 29 oktober 1995 Leksands IF-Brynäs IF 6-2 (1-0, 2-0, 3-2) 5280 Leksands Isstadion - 29 oktober 1995 AIK-Malmö IF 1-3 (0-0, 0-1, 1-2) 5438 Globen - 29 oktober 1995 Västerås IK-Luleå HF 5-3 (4-1, 1-2, 0-0) 4825 Rocklundahallen - 30 oktober 1995 Modo Hockey-Rögle BK 4-2 (3-0, 1-0, 0-2) 2324 Kempehallen Omgång 14 - 31 oktober 1995 Brynäs IF-HV 71 4-4 (2-0, 1-3, 1-1) 4680 Gavlerinken - 12 november 1995 Västerås IK-AIK 2-4 (1-1, 1-1, 0-2) 5055 Rocklundahallen - 12 november 1995 Malmö IF-Leksands IF 1-6 (0-3, 1-1, 0-2) 4990 Malmö Isstadion - 12 november 1995 Färjestads BK-Västra Frölunda HC 6-3 (1-0, 3-1, 2-2) 4085 Färjestads Ishall - 12 november 1995 Djurgårdens IF-Modo Hockey 6-3 (1-2, 2-1, 3-0) 7382 Globen - 12 november 1995 Luleå HF-Rögle BK 10-3 (4-2, 3-1, 3-0) 4012 Delfinen Omgång 15 - 14 november 1995 Modo Hockey-Färjestads BK 4-3 (2-1, 1-2, 1-0) 3434 Kempehallen - 14 november 1995 Västra Frölunda HC-Brynäs IF 3-4 (1-1, 0-2, 2-1) 10745 Scandinavium - 14 november 1995 HV 71-Malmö IF 6-4 (2-1, 4-3, 0-0) 4169 Rosenlundshallen - 14 november 1995 Leksands IF-Västerås IK 4-8 (1-3, 1-3, 2-2) 3493 Leksands Isstadion - 14 november 1995 AIK-Luleå HF 2-7 (1-2, 1-5, 0-0) 5298 Globen - 14 november 1995 Rögle BK-Djurgårdens IF 3-2 (2-0, 1-2, 0-0) 2037 Ängelholms Ishall Omgång 16 - 16 november 1995 AIK-Leksands IF 2-3 (1-1, 1-1, 0-1) 7685 Globen - 16 november 1995 Västerås IK-HV 71 4-3 (4-1, 0-1, 0-1) 3544 Rocklundahallen - 16 november 1995 Malmö IF-Västra Frölunda HC 1-2 (0-2, 1-0, 0-0) 4311 Malmö Isstadion - 16 november 1995 Brynäs IF-Modo Hockey 3-5 (0-1, 2-3, 1-1) 4259 Gavlerinken - 16 november 1995 Färjestads BK-Rögle BK 5-0 (1-0, 2-0, 2-0) 3930 Färjestads Ishall - 16 november 1995 Luleå HF-Djurgårdens IF 3-1 (1-0, 1-1, 1-0) 5206 Delfinen Omgång 17 - 19 november 1995 Modo Hockey-Malmö IF 1-4 (0-0, 1-2, 0-2) 4172 Kempehallen - 19 november 1995 HV 71-AIK 8-4 (4-0, 2-0, 2-4) 3958 Rosenlundshallen - 19 november 1995 Leksands IF-Luleå HF 4-1 (1-0, 1-0, 2-1) 4556 Leksands Isstadion - 19 november 1995 Djurgårdens IF-Färjestads BK 3-5 (0-2, 3-2, 0-1) 11273 Globen - 19 november 1995 Rögle BK-Brynäs IF 4-3 (1-1, 0-1, 3-1) 2565 Ängelholms Ishall - 20 november 1995 Västra Frölunda HC-Västerås IK 7-3 (2-1, 2-1, 3-1) 4287 Scandinavium Omgång 18 - 21 november 1995 Djurgårdens IF-Brynäs IF 4-3 (0-1, 2-1, 2-1) 8062 Globen - 23 november 1995 Leksands IF-HV 71 5-3 (3-1, 2-1, 0-1) 4159 Leksands Isstadion - 23 november 1995 AIK-Västra Frölunda HC 2-2 (0-1, 0-1, 2-0) 5102 Globen - 23 november 1995 Västerås IK-Modo Hockey 6-3 (1-2, 2-1, 3-0) 3485 Rocklundahallen - 23 november 1995 Malmö IF-Rögle BK 7-3 (2-2, 2-1, 3-0) 5344 Malmö Isstadion - 23 november 1995 Luleå HF-Färjestads BK 3-2 (1-1, 1-0, 1-1) 4518 Delfinen Omgång 19 - 26 november 1995 Modo Hockey-AIK 2-2 (0-1, 1-0, 1-1) 3034 Kempehallen - 26 november 1995 Västra Frölunda HC-Leksands IF 1-1 (0-1, 0-0, 1-0) 11567 Scandinavium - 26 november 1995 HV 71-Luleå HF 4-2 (0-2, 2-0, 2-0) 4269 Rosenlundshallen - 26 november 1995 Färjestads BK-Brynäs IF 5-1 (2-1, 3-0, 0-0) 4555 Färjestads Ishall - 26 november 1995 Rögle BK-Västerås IK 4-0 (3-0, 1-0, 0-0) 2520 Ängelholms Ishall - 27 november 1995 Djurgårdens IF-Malmö IF 6-6 (2-1, 2-3, 2-2) 4641 Hovet, Johanneshov Omgång 20 - 30 november 1995 Västra Frölunda HC-Modo Hockey 5-2 (3-0, 1-2, 1-0) 8461 Scandinavium - 30 november 1995 Rögle BK-HV 71 4-3 (1-1, 2-2, 1-0) 3320 Ängelholms Ishall - 30 november 1995 Leksands IF-Djurgårdens IF 4-2 (1-0, 2-0, 1-2) 5387 Leksands Isstadion - 30 november 1995 AIK-Färjestads BK 6-3 (4-0, 0-2, 2-1) 4089 Hovet, Johanneshov - 30 november 1995 Brynäs IF-Västerås IK 3-3 (0-0, 0-1, 3-2) 3797 Gavlerinken - 30 november 1995 Luleå HF-Malmö IF 3-2 (1-2, 1-0, 1-0) 4960 Delfinen Omgång 21 - 3 december 1995 HV 71-Västra Frölunda HC 4-1 (2-1, 0-0, 2-0) 4329 Rosenlundshallen - 3 december 1995 Leksands IF-Modo Hockey 3-3 (1-1, 1-1, 1-1) 3800 Leksands Isstadion - 3 december 1995 AIK-Rögle BK 3-3 (1-1, 0-2, 2-0) 4303 Hovet, Johanneshov - 3 december 1995 Västerås IK-Djurgårdens IF 5-3 (2-1, 2-2, 1-0) 4813 Rocklundahallen - 3 december 1995 Malmö IF-Färjestads BK 6-4 (2-1, 2-2, 2-1) 4588 Malmö Isstadion - 4 december 1995 Luleå HF-Brynäs IF 2-0 (0-0, 0-0, 2-0) 3921 Delfinen Omgång 22 - 7 december 1995 Modo Hockey-HV 71 4-3 (1-1, 2-0, 1-2) 3122 Kempehallen - 7 december 1995 Västra Frölunda HC-Luleå HF 4-5 (1-1, 2-3, 1-1) 10121 Scandinavium - 7 december 1995 Brynäs IF-Malmö IF 3-3 (2-0, 1-2, 0-1) 4747 Gavlerinken - 7 december 1995 Färjestads BK-Västerås IK 3-5 (2-3, 0-1, 1-1) 3624 Färjestads Ishall - 7 december 1995 Djurgårdens IF-AIK 3-0 (0-0, 0-0, 3-0) 13850 Globen - 7 december 1995 Rögle BK-Leksands IF 1-1 (0-1, 0-0, 1-0) 3513 Ängelholms Ishall |

### Fortsättningsserien
| Datum Match Resultat Publik Spelplan Omgång 23 - 14 januari 1996 Modo Hockey-Färjestads BK 3-0 (1-0, 0-0, 2-0) 2786 Kempehallen - 14 januari 1996 Malmö IF-Västerås IK 3-2 (1-0, 0-0, 2-2) 3181 Malmö Isstadion - 14 januari 1996 HV 71-Djurgårdens IF 8-4 (4-1, 1-3, 3-0) 3710 Rosenlundshallen - 14 januari 1996 AIK-Luleå HF 0-4 (0-2, 0-1, 0-1) 3313 Hovet, Johanneshov - 14 januari 1996 Leksands IF-Västra Frölunda HC 3-0 (2-0, 1-0, 0-0) 2577 Leksands Isstadion Omgång 24 - 16 januari 1996 Västra Frölunda HC-AIK 1-1 (0-0, 1-1, 0-0) 4812 Scandinavium - 16 januari 1996 Luleå HF-HV 71 2-2 (1-1, 0-0, 1-1) 4617 Delfinen - 16 januari 1996 Djurgårdens IF-Malmö IF 2-1 (1-0, 1-0, 0-1) 5013 Globen - 16 januari 1996 Västerås IK-Modo Hockey 4-4 (2-3, 2-0, 0-1) 2705 Rocklundahallen - 16 januari 1996 Färjestads BK-Leksands IF 4-3 (2-0, 1-2, 1-1) 3283 Färjestads Ishall Omgång 25 - 18 januari 1996 Modo Hockey-Djurgårdens IF 5-5 (1-2, 2-2, 2-1) 2990 Kempehallen - 18 januari 1996 Malmö IF-Luleå HF 5-3 (2-2, 1-0, 2-1) 4168 Malmö Isstadion - 18 januari 1996 HV 71-Västra Frölunda HC 4-5 (2-1, 1-3, 1-1) 3971 Rosenlundshallen - 18 januari 1996 AIK-Leksands IF 3-0 (1-0, 1-0, 1-0) 5102 Globen - 18 januari 1996 Västerås IK-Färjestads BK 3-5 (0-3, 2-0, 1-2) 2518 Rocklundahallen Omgång 26 - 21 januari 1996 Leksands IF-HV 71 4-7 (2-1, 0-2, 2-4) 3482 Leksands Isstadion - 21 januari 1996 Västra Frölunda HC-Malmö IF 6-3 (1-1, 2-1, 3-1) 7662 Scandinavium - 21 januari 1996 Luleå HF-Modo Hockey 2-6 (1-1, 1-0, 0-5) 4251 Delfinen - 21 januari 1996 Djurgårdens IF-Västerås IK 1-5 (0-3, 1-2, 0-0) 5532 Globen - 21 januari 1996 Färjestads BK-AIK 3-5 (3-0, 0-1, 0-4) 3512 Färjestads Ishall Omgång 27 - 25 januari 1996 Modo Hockey-Västra Frölunda HC 3-3 (2-1, 0-0, 1-2) 3282 Kempehallen - 25 januari 1996 Malmö IF-Färjestads BK 1-5 (0-3, 1-2, 0-0) 3710 Malmö Isstadion - 25 januari 1996 HV 71-AIK 2-4 (0-1, 2-1, 0-2) 3900 Rosenlundshallen - 25 januari 1996 Djurgårdens IF-Leksands IF 1-3 (1-2, 0-1, 0-0) 7283 Globen - 25 januari 1996 Västerås IK-Luleå HF 0-7 (0-3, 0-2, 0-2) 3786 Rocklundahallen Omgång 28 - 28 januari 1996 AIK-Malmö IF 1-4 (0-1, 0-1, 1-2) 6357 Globen - 28 januari 1996 Leksands IF-Modo Hockey 2-3 (2-1, 0-1, 0-1) 3234 Leksands Isstadion - 28 januari 1996 Västra Frölunda HC-Västerås IK 3-0 (1-0, 1-0, 1-0) 6562 Scandinavium - 28 januari 1996 Luleå HF-Djurgårdens IF 1-5 (1-2, 0-1, 0-2) 5006 Delfinen - 28 januari 1996 Färjestads BK-HV 71 4-2 (1-0, 2-1, 1-1) 4446 Färjestads Ishall Omgång 29 - 30 januari 1996 Malmö IF-Modo Hockey 3-3 (2-1, 1-0, 0-2) 3566 Malmö Isstadion - 30 januari 1996 HV 71-Västerås IK 3-3 (1-0, 1-1, 1-2) 3087 Rosenlundshallen - 30 januari 1996 AIK-Djurgårdens IF 1-4 (1-2, 0-1, 0-1) 13605 Globen - 30 januari 1996 Leksands IF-Luleå HF 3-3 (0-1, 3-1, 0-1) 3604 Leksands Isstadion - 30 januari 1996 Färjestads BK-Västra Frölunda HC 4-4 (0-2, 0-0, 4-2) 4201 Färjestads Ishall Omgång 30 - 1 februari 1996 Modo Hockey-AIK 5-1 (1-1, 1-0, 3-0) 3508 Kempehallen - 1 februari 1996 Malmö IF-HV 71 0-1 (0-0, 0-1, 0-0) 4887 Malmö Isstadion - 1 februari 1996 Luleå HF-Färjestads BK 4-6 (0-2, 2-1, 2-3) 4161 Delfinen - 1 februari 1996 Djurgårdens IF-Västra Frölunda HC 2-4 (0-1, 2-1, 0-2) 5428 Globen - 1 februari 1996 Västerås IK-Leksands IF 2-4 (1-0, 0-1, 1-3) 3946 Rocklundahallen Omgång 31 - 4 februari 1996 HV 71-Modo Hockey 4-1 (2-0, 0-0, 2-1) 4191 Rosenlundshallen - 4 februari 1996 AIK-Västerås IK 6-4 (1-1, 2-0, 3-3) 4103 Globen - 4 februari 1996 Leksands IF-Malmö IF 8-2 (4-2, 4-0, 0-0) 3664 Leksands Isstadion - 4 februari 1996 Västra Frölunda HC-Luleå HF 3-3 (1-1, 1-2, 1-0) 11862 Scandinavium - 4 februari 1996 Färjestads BK-Djurgårdens IF 5-1 (2-1, 2-0, 1-0) 4771 Färjestads Ishall | Omgång 32 - 23 januari 1996 Västra Frölunda HC-Leksands IF 2-2 (0-2, 1-0, 1-0) 7395 Scandinavium - 6 februari 1996 Färjestads BK-Modo Hockey 5-3 (1-0, 3-1, 1-2) 3473 Färjestads Ishall - 6 februari 1996 Västerås IK-Malmö IF 4-1 (2-0, 1-0, 1-1) 2375 Rocklundahallen - 6 februari 1996 Djurgårdens IF-HV 71 3-3 (2-2, 0-1, 1-0) 5718 Globen - 6 februari 1996 Luleå HF-AIK 4-4 (2-2, 1-2, 1-0) 4195 Delfinen Omgång 33 - 15 februari 1996 AIK-Västra Frölunda HC 1-1 (0-0, 0-0, 1-1) 6093 Globen - 15 februari 1996 HV 71-Luleå HF 1-4 (0-2, 0-2, 1-0) 4338 Rosenlundshallen - 15 februari 1996 Malmö IF-Djurgårdens IF 2-3 (1-0, 1-1, 0-2) 4549 Malmö Isstadion - 15 februari 1996 Modo Hockey-Västerås IK 4-1 (1-0, 1-0, 2-1) 2974 Kempehallen - 15 februari 1996 Leksands IF-Färjestads BK 4-4 (1-1, 2-2, 1-1) 4166 Leksands Isstadion Omgång 34 - 18 februari 1996 Djurgårdens IF-Modo Hockey 2-2 (0-0, 0-0, 2-2) 8133 Globen - 18 februari 1996 Luleå HF-Malmö IF 6-0 (0-0, 5-0, 1-0) 4877 Delfinen - 18 februari 1996 Västra Frölunda HC-HV 71 3-2 (1-0, 0-2, 2-0) 11843 Scandinavium - 18 februari 1996 Leksands IF-AIK 2-1 (2-1, 0-0, 0-0) 3912 Leksands Isstadion - 18 februari 1996 Färjestads BK-Västerås IK 5-3 (2-0, 2-0, 1-3) 4187 Färjestads Ishall Omgång 35 - 20 februari 1996 HV 71-Leksands IF 4-3 (1-2, 1-1, 2-0) 4104 Rosenlundshallen - 20 februari 1996 Malmö IF-Västra Frölunda HC 2-4 (1-1, 1-3, 0-0) 4266 Malmö Isstadion - 20 februari 1996 Modo Hockey-Luleå HF 2-2 (0-1, 1-0, 1-1) 4183 Kempehallen - 20 februari 1996 Västerås IK-Djurgårdens IF 3-5 (1-2, 1-1, 1-2) 3287 Rocklundahallen - 20 februari 1996 AIK-Färjestads BK 0-0 (0-0, 0-0, 0-0) 4632 Globen Omgång 36 - 22 februari 1996 Västra Frölunda HC-Modo Hockey 7-4 (3-2, 1-1, 3-1) 7858 Scandinavium - 22 februari 1996 Färjestads BK-Malmö IF 4-7 (3-1, 1-2, 0-4) 4734 Färjestads Ishall - 22 februari 1996 AIK-HV 71 3-3 (0-2, 2-1, 1-0) 5285 Globen - 22 februari 1996 Leksands IF-Djurgårdens IF 2-2 (1-1, 1-1, 0-0) 4310 Leksands Isstadion - 22 februari 1996 Luleå HF-Västerås IK 7-1 (4-0, 2-1, 1-0) 4081 Delfinen Omgång 37 - 25 februari 1996 Malmö IF-AIK 4-4 (1-0, 2-4, 1-0) 5271 Malmö Isstadion - 25 februari 1996 Modo Hockey-Leksands IF 4-4 (0-3, 3-1, 1-0) 4166 Kempehallen - 25 februari 1996 Västerås IK-Västra Frölunda HC 0-5 (0-1, 0-2, 0-2) 2334 Rocklundahallen - 25 februari 1996 Djurgårdens IF-Luleå HF 4-2 (2-1, 1-0, 1-1) 6536 Hovet, Johanneshov - 25 februari 1996 HV 71-Färjestads BK 1-6 (1-3, 0-1, 0-2) 4351 Rosenlundshallen Omgång 38 - 29 februari 1996 Modo Hockey-Malmö IF 2-1 (1-1, 1-0, 0-0) 3483 Kempehallen - 29 februari 1996 Västerås IK-HV 71 3-6 (2-2, 0-1, 1-3) 1916 Rocklundahallen - 29 februari 1996 Djurgårdens IF-AIK 2-2 (1-0, 0-1, 1-1) 13850 Globen - 29 februari 1996 Luleå HF-Leksands IF 7-2 (2-2, 2-0, 3-0) 4584 Delfinen - 29 februari 1996 Västra Frölunda HC-Färjestads BK 2-3 (0-0, 1-0, 1-3) 11787 Scandinavium Omgång 39 - 3 mars 1996 AIK-Modo Hockey 3-4 (0-1, 1-1, 2-2) 8122 Globen - 3 mars 1996 HV 71-Malmö IF 8-3 (2-1, 2-1, 4-1) 4374 Rosenlundshallen - 3 mars 1996 Färjestads BK-Luleå HF 5-2 (2-1, 2-1, 1-0) 4832 Färjestads Ishall - 3 mars 1996 Västra Frölunda HC-Djurgårdens IF 5-0 (1-0, 2-0, 2-0) 11225 Scandinavium - 3 mars 1996 Leksands IF-Västerås IK 7-2 (5-1, 1-1, 1-0) 3003 Leksands Isstadion Omgång 40 - 5 mars 1996 Modo Hockey-HV 71 4-4 (1-0, 2-4, 1-0) 3636 Kempehallen - 5 mars 1996 Västerås IK-AIK 3-1 (0-0, 1-1, 2-0) 2279 Rocklundahallen - 5 mars 1996 Malmö IF-Leksands IF 5-4 (0-3, 2-0, 3-1) 5011 Malmö Isstadion - 5 mars 1996 Luleå HF-Västra Frölunda HC 2-1 (1-0, 1-0, 0-1) 5466 Delfinen - 5 mars 1996 Djurgårdens IF-Färjestads BK 1-6 (0-0, 1-3, 0-3) 7905 Globen |